# Vaartse Rijn
Vaartse Rijn lub Vaartsche Rijn – kanał w miastach Utrecht i Nieuwegein, w prowincji Utrecht, w Holandii.
Kanał został wykopany w 1125 roku (początkowo zwany był Nye Vaert), łącząc miasto Utrecht i rzekę Hollandse IJssel, która w tamtym czasie swój bieg rozpoczynała dalej na południe jako odgałęzienie rzeki Lek (nowy kanał umożliwiał więc żeglugę z Utrechtu do rzeki Lek). Utworzenie nowego kanału stało się konieczne po tym, jak w 1122 roku wybudowano tamę na rzece Kromme Rijn, która dotychczas stanowiła połączenie między Utrechtem i rzeką Lek. W 1285 roku na rzece Hollandse IJssel tuż przy rozgałęzieniu z Lek postawiono tamę, uniemożliwiając tym samym przeprawę z Utrechtu do rzeki Lek. Aby ją przywrócić, w 1373 roku wydłużono kanał Vaartse Rijn, budując odgałęzienie łączące go bezpośrednio z Lek. Stary fragment biegnący od rozgałęzienia do punktu w którym łączy się z Hollandse IJssel dziś nosi nazwę Doorslag.
W latach 1880–1892 wybudowano kanał Merwedekanaal, biegnący od Utrechtu do ujścia do Boven-Merwede w Gorinchem. Nowy kanał poprowadzono dużym fragmentem kanału Vaartse Rijn, stąd dziś nazwa Vaartse Rijn odnosi się jedynie do ponad dwukilometrowego fragmentu biegnącego od fosy miejskiej Utrechtu (Stadsbuitengracht) do połączenia z Merwedekanaal, a także do krótkiego odcinka w okolicy fortu Vreeswijk w Nieuwegein (dawne ujście kanału do rzeki Lek).